# Quasicyclotosaurus
Quasicyclotosaurus campi
Genre
Espèce
Quasicyclotosaurus est un genre fossile de Mastodonsauroidea temnospondyles. Il n'est représenté que par son espèce type, Quasicyclotosaurus campi.

## Systématique
Le genre Quasicyclotosaurus et l'espèce Quasicyclotosaurus campi ont été décrits en 2000 par le paléontologue allemand Rainer R. Schoch (d) (1970-),

## Description
L'espèce Quasicyclotosaurus campi est un amphibien carnivore préhistorique. Deux ensembles fossiles attestant son existence ont été trouvés en Arizona et datent de la période du Trias.

## Publication originale
- (en) Rainer R. Schoch, « The status and osteology of two new cyclotosaurid amphibians from the Upper Moenkopi Formation of Arizona (Amphibia: Temnospondyli; Middle Triassic) », Neues Jahrbuch für Geologie und Paläontologie. Abhandlungen, vol. 216, no 3,‎ juin 2000, p. 387-411 (ISSN 0077-7749 et 2363-717X, DOI 10.1127/NJGPA/216/2000/387, lire en ligne).